# Rhizobacter
Genre
Rhizobacter est un genre de protéobactéries de la famille des Pseudomonadaceae.
Ce genre regroupe deux d'espèces. L'espèce type est Gluconobacter dauci, qui est responsable de galles bactériennes sur la carotte.

## Systématique
Le genre a été décrit en 1988 par les microbiologistes Masao Goto et Hirotaka Kuwata.

## Liste des espèces
Selon la LPSN (9 juillet 2022) :
- Rhizobacter bergeniae Wei et al. 2015
- Rhizobacter dauci corrig. Goto and Kuwata 1988
- Rhizobacter daucus Goto and Kuwata 1988 (variante orthographique)
- Rhizobacter fulvus (Yoon et al. 2007) Stackebrandt et al. 2009
- Rhizobacter gummiphilus Imai et al. 2016
- Rhizobacter profundi Jin et al. 2016